# Alta Sierra Ranches
Alta Sierra Ranches es un área no incorporada ubicada en el condado de Nevada en el estado estadounidense de California.

## Geografía
Alta Sierra Ranches se encuentra ubicada en las coordenadas 39°6′16″N 121°1′29″O / 39.10444, -121.02472.